# Claudio Palumbo
Claudio Palumbo (ur. 30 stycznia 1965 w Venafro) – włoski duchowny katolicki, biskup Trivento w latach 2017–2024, biskup Termoli-Larino od 2025. 

## Życiorys
Święcenia kapłańskie otrzymał 15 sierpnia 1990 i został inkardynowany do diecezji Isernia-Venafro. Pracował jako proboszcz w parafiach św. Jana Bosko (1990–2011) oraz św. Piotra Apostoła. Jednocześnie pełnił funkcje m.in. wicerektora seminarium w Chieti (1993–1998), bibliotekarza instytutu teologicznego Abruzzese-Molisano (1993–2011) oraz wikariusza generalnego diecezji (2009–2017).
5 czerwca 2017 papież Franciszek mianował go ordynariuszem diecezji Trivento. Sakry udzielił mu 8 września 2017 biskup Camillo Cibotti. Uroczyste objęcie urzędu miało miejsce 23 września 2017. 7 grudnia 2024 ten sam papież mianował go ordynariuszem diecezji Termoli-Larino. Urząd ten kanonicznie objął 22 lutego 2025.